# Sarsameira tenuipes
Sarsameira tenuipes är en kräftdjursart som först beskrevs av Thompson och Scott 1903.  Sarsameira tenuipes ingår i släktet Sarsameira och familjen Ameiridae. Inga underarter finns listade i Catalogue of Life.